# Pierre-Auguste Renoir
Pierre-Auguste Renoir ([pjɛʁ oˈɡyst ʁəˈnwaʁ]; Limoges, 25 febbraio 1841 – Cagnes-sur-Mer, 3 dicembre 1919) è stato un pittore francese, considerato uno tra i massimi esponenti dell'Impressionismo.

## Biografia

### Giovinezza
Renoir nacque il 25 febbraio 1841 a Limoges, nella regione francese dell'Alta Vienne, quarto di cinque figli. La madre, Marguerite Merlet, era un'umile operaia tessile, mentre il padre, Léonard, era un sarto. Si trattava dunque di una famiglia di modestissime condizioni, e l'ipotesi secondo la quale i Renoir fossero di origini nobili - promossa dal nonno François, un orfanello allevato illo tempore da una zoccolaia - non godeva di grande popolarità in famiglia. Non a caso, quando François morì nel 1845, papà Léonard - allettato dalla speranza di un salario sicuro - si trasferì con la famiglia a Parigi, stabilendosi al n. 16 di rue de la Bibliothèque, a poca distanza dal museo del Louvre. Pierre-Auguste non aveva che tre anni.

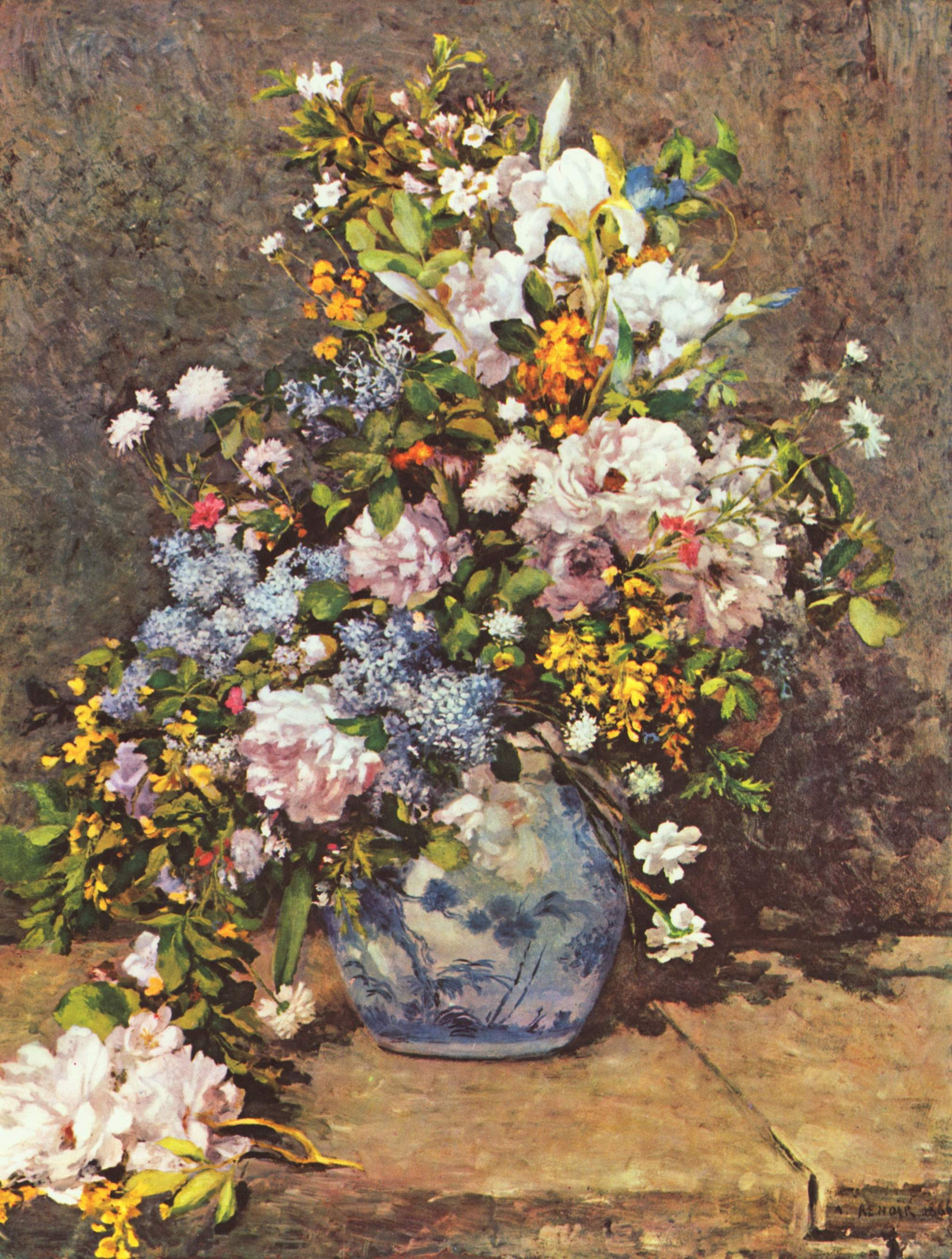
Pierre-Auguste Renoir, Grande vaso di fiori (1866); olio su tela, 104×80 cm, Fogg Museum, Harvard University. Sono molte le opere di Renoir che colgono spunti dalla sua formazione artigiana come decoratore di porcellane, che qui si manifesta soprattutto nel virtuosismo con cui è dipinto il vaso

All'epoca l'assetto urbano di Parigi non era stato ancora stravolto dalle trasformazioni operate dal barone Haussmann, che alle strette viuzze della città storica sovrappose a partire dal 1853 una moderna maglia di scenografici boulevard e di grandi piazze a forma stellare. La viabilità parigina era dunque quella, minuta e frammentata, di origine medievale, e nelle strette viuzze che si irraggiavano dal palazzo delle Tuileries (distrutto durante la Comune) i bambini si riunivano per giocare insieme all'aria aperta. Pierre-Auguste - «Auguste» per la mamma, che odiava l'impronunciabilità di «Pierre Renoir», nome con certamente troppe erre - in effetti trascorse un'infanzia lieta e spensierata, e quando iniziò a frequentare le elementari presso i Fratelli delle scuole cristiane rivelò due inaspettati talenti. Innanzitutto possedeva una voce dolce e melodiosa, tanto che i suoi insegnanti premevano affinché passasse nel coro della chiesa di Saint-Sulpice, sotto la guida del maestro di cappella Charles Gounod. Il Gounod credeva fermamente nelle potenzialità canore del ragazzo e, oltre ad offrirgli lezioni gratuite di canto, arrivò persino a prodigarsi affinché entrasse nel coro dell'Opéra, uno dei maggiori enti lirici del mondo.
Il padre, tuttavia, era di un altro avviso. Quando pioveva, il piccolo Pierre-Auguste per ammazzare il tempo rubava i suoi gessetti da sarto e con essi dava libero sfogo alla sua immaginazione, disegnando familiari, cani, gatti e altre raffigurazioni che continuano tuttora a popolare le realizzazioni grafiche dei bambini. Papà Léonard da una parte avrebbe voluto sgridare il figliolo, ma dall'altra notò che il piccolo Pierre con i suoi gessetti dava vita a disegni molto belli, a tal punto che decise piuttosto di informare la moglie e di comprargli quaderni e matite, nonostante il loro costo, molto elevato nella Parigi dell'Ottocento. Quando quindi Gounod faceva pressioni sul piccolo affinché entrasse nel coro liturgico, Léonard preferì declinare la sua pur generosa proposta e incoraggiò il talento artistico del figliolo, nella speranza che diventasse un buon decoratore di porcellane, attività tipica di Limoges. Entusiasta autodidatta, lo stesso Renoir coltivò orgogliosamente il suo talento artistico e, nel 1854 (non aveva che tredici anni), entrò come apprendista pittore in una manifattura di porcellane, a rue du Temple, coronando così le ambizioni paterne. Il giovane Pierre-Auguste qui decorò porcellane con composizioni floreali, per poi cimentarsi con l'esperienza anche in composizioni più complesse, come il ritratto di Maria Antonietta: vendendo i vari manufatti a tre soldi al pezzo Renoir riuscì ad accumulare una buona somma di denaro, e le sue speranze di trovare un impiego presso la prestigiosa manifattura di Sèvres (questa era la sua massima ambizione in quel momento) erano più palpabili e vive che mai.

### Primi anni da pittore

#### Gleyre
Non tutto però andò rose e fiori: nel 1858, infatti, la ditta Lévy dichiarò bancarotta. Rimasto senza lavoro, Renoir si ritrovò costretto a lavorare in proprio, aiutando il fratello incisore a dipingere stoffe e ventagli e decorando un café a rue Dauphine. Nonostante di questi lavori non ci rimangano più tracce, sappiamo che Renoir godette di una grande popolarità, e in questo certamente fu agevolato dalla versatilità del suo talento e, soprattutto, dal suo innato gusto per tipi artistici che risultassero naturalmente accattivanti per il pubblico, che in effetti approvò sin dagli esordi le sue opere. Si fece apprezzare anche quando dipinse soggetti sacri per il mercante Gilbert, fabbricatore di tende per missionari presso il quale aveva trovato momentaneamente impiego.
Renoir, seppur allietato da questi successi, non riposò mai sugli allori e continuò imperterritamente a studiare. Nelle pause, infatti, era solito passeggiare per le sale del museo del Louvre, dove poteva ammirare i lavori di Rubens, Fragonard e Boucher: del primo apprezzava molto la maestria nella resa degli incarnati, altamente espressivi, mentre gli ultimi due lo affascinarono la delicatezza e la fragranza della materia cromatica. Sin dal 1854, d'altronde, frequentava i corsi serali dell'École de Dessin et d'Arts décoratifs, conoscendo in quest'occasione il pittore Émile Laporte, il quale lo sollecitò a dedicarsi alla pittura in modo più sistematico e continuativo. Fu in questo periodo, infatti, che Renoir maturò la convinzione di diventare pittore, e nell'aprile 1862 decise di investire i propri risparmi iscrivendosi all'École des Beaux-Arts e, contemporaneamente, entrando nello studio del pittore Charles Gleyre.

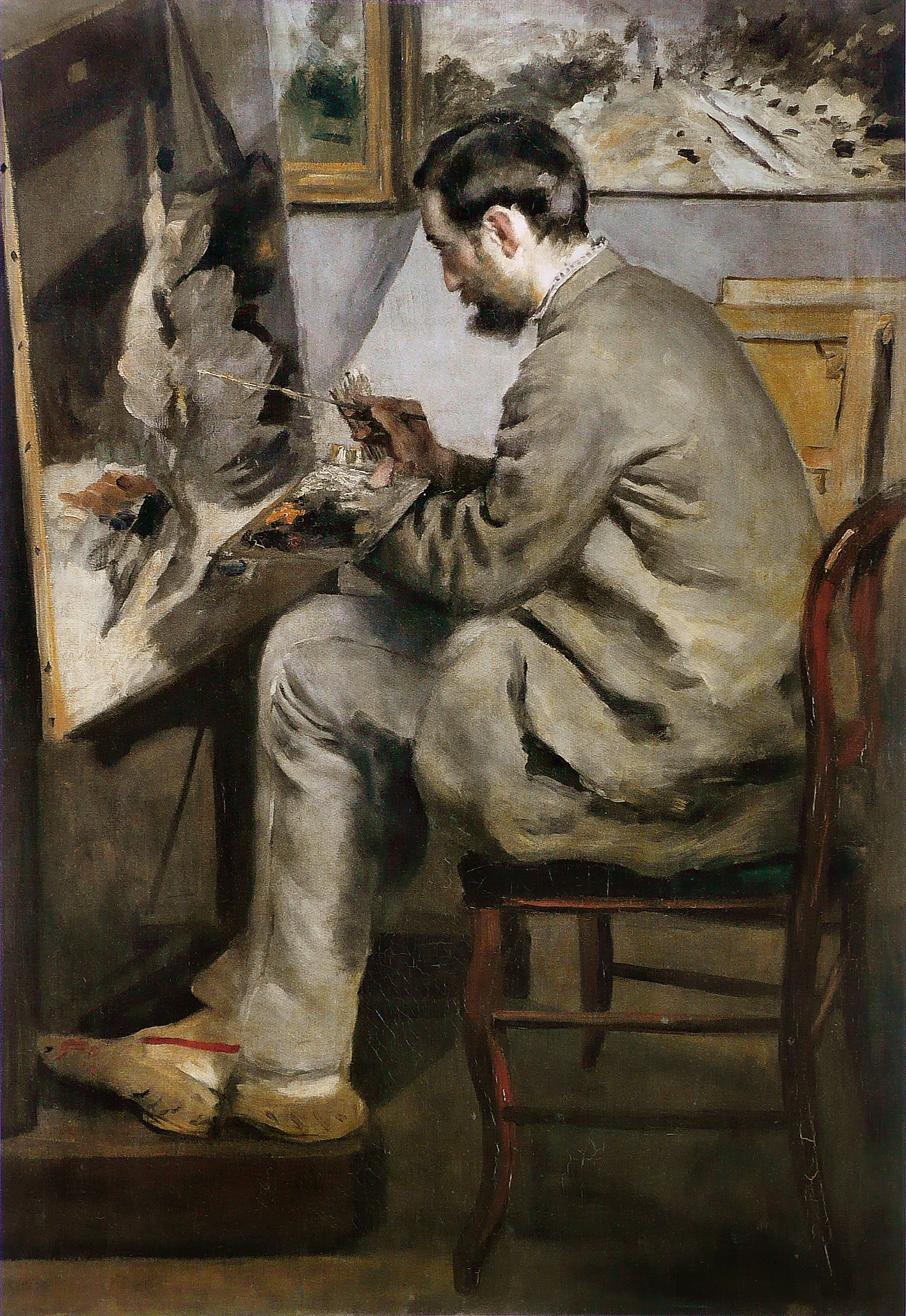
Pierre-Auguste Renoir, Ritratto di Bazille (1867); olio su tela, 106×47 cm, museo d'Orsay, Parigi

Gleyre era un pittore che colorava di malinconie romantiche il classicismo di David» e che, seguendo una prassi ormai consolidata, accoglieva nel suo studio privato una trentina di studenti, così da sopperire alle vistose carenze del sistema accademico. Renoir qui ebbe l'opportunità di esercitarsi nello studio e nella riproduzione di modelli viventi, nell'utilizzo della prospettiva geometrica e nel disegno. Egli, tuttavia, possedeva un tratto veloce, brioso, quasi effervescente, che mal si sposava con il rigido accademismo di Gleyre: Renoir, tuttavia, non se ne curava, e quando il maestro rimproverò la sua pratica di «dipingere per divertimento», egli ribatté sagace: «Se non mi divertisse la prego di credere che non dipingerei affatto». Fu questo un tratto distintivo della sua poetica, anche della maturità, che approfondiremo nel paragrafo Stile.

#### En plein air: Sisley, Bazille e Monet
Al di là dei benefici che derivò dal discepolato con il Gleyre, per la maturazione pittorica del Renoir fu determinante soprattutto l'incontro con Alfred Sisley, Fréderic Bazille e Claude Monet, pittori che come lui trovavano inadeguata e mortificante la mera disciplina accademica. Sentendosi oppressi dalla claustrofobia degli atelier, il gruppo di giovani decise di seguire l'esempio di Charles-François Daubigny e, nell'aprile del 1863, decisero di recarsi insieme a Chailly-en-Bière, ai margini dell'incontaminata foresta di Fontainebleau, così da lavorare all'aria aperta, rigorosamente en plein air, con un approccio più diretto con la natura.
Nel 1864 Gleyre chiuse definitivamente il suo studio e, contestualmente, Renoir sostenne brillantemente gli esami all'Accademia, concludendo così il suo apprendistato artistico. Fu così che, nella primavera del 1865, si trasferì insieme a Sisley, Monet e Camille Pissarro nel villaggio di Bourron-Marlotte, trovando alloggio nell'accogliente locanda della mère Anthony. Importante fu l'amicizia con Lise Tréhot, donna che fece ingresso nell'autobiografia artistica del pittore assai prepotentemente: le sue sembianze sono infatti riconoscibili in moltissime opere del Renoir, come Lisa con ombrello, Zingara, Donna di Algeri e Parigine in costume algerino. Nel frattempo il pittore, afflitto da una situazione economica tutt'altro che florida, si trasferì dapprima presso l'abitazione del Sisley, e poi nell'atelier in rue Visconti di Bazille, dal quale ricevette ospitalità e appoggio morale. La convivenza fu molto felice e i due lavorarono alacremente, a contatto quotidiano. Ne sono testimonianza il ritratto che Bazille fece a Renoir (si tratta dell'immagine che figura nella sezione introduttiva della pagina) e il dipinto eseguito dal Renoir, ritraente Bazille al cavalletto intento a dipingere una natura morta.
Il sodalizio con Bazille, in effetti, fu fondamentale. Con lui, quando il sole era tramontato e la luce a gas era insufficiente per continuare a dipingere, iniziò a frequentare il Café Guerbois in rue de Batignolles, rinomato luogo di ritrovo di artisti e letterati. Durante le chiacchierate che si svolgevano al caffè i pittori, capeggiati da Manet e dal suo amico scrittore Émile Zola, maturarono il proposito di cogliere l'eroismo della società moderna, senza rifugiarsi nella raffigurazione di temi storici. In seno al Café Guerbois questo effervescente cenacolo di pittori, scrittori e appassionati d'arte elaborò anche l'idea di farsi conoscere come un gruppo di artisti «indipendenti», svincolandosi così dal circuito ufficiale. Pur aderendo ai propositi dei suoi amici, Renoir non disdegnò i Salon e nel 1869 vi partecipò con la Zingara. Grazie alle opportunità sociali offerte dal Café Guerbois, inoltre, Renoir ebbe agio di intensificare i suoi rapporti con Monet, con il quale stabilì un'intesa fervida, persino fraterna. I due, infatti, adoravano dipingere insieme, nel segno di una forte coincidenza tecnica e iconografica, spesso intervenendo sul medesimo motivo: celeberrima è la loro visita all'isola di Croissy sulla Senna, che visitarono e ritrassero nel 1869, lavorando fianco a fianco, dando vita così a due dipinti distinti (quello di Renoir è La Grenouillère). Sempre al Café Guerbois, inoltre, Renoir conobbe Henri Fantin-Latour, pittore che in quegli anni stava stendendo un dipinto denominato Atelier de Batignolles nel quale vaticinò brillantemente la nascita del gruppo impressionista, che stava prendendo le mosse proprio in quel periodo.

### L'Impressionismo
Si trattò questo di un periodo durante il quale Renoir, seppur afflitto da una mancanza cronica di soldi, trascorse una vita gaudente e spensierata, nel segno della sperimentazione pittorica e della vita en plein air. La sua produzione artistica, tuttavia, subì una violenta battuta d'arresto nell'estate 1870, con lo scoppio della guerra franco-prussiana. Anche Renoir sfortunatamente fu chiamato alle armi e arruolato in un reggimento di corazzieri: in qualità di questo ruolo si recò dapprima a Bordeaux e poi a Vic-en-Bigorre, nei Pirenei, con il preciso compito di addestrare i cavalli (che gli venne assegnato nonostante non avesse praticamente esperienza in merito). Con la resa di Sedan l'artista fece ritorno a Parigi e, dopo essersi trasferito in un nuovo studio sulla rive gauche (quello vecchio era rischioso per via dei bombardamenti) si munì di un passaporto con il quale il «cittadino Renoir» fu ufficialmente autorizzato ad esercitare le arti in pubblico. Nonostante un breve accesso di dissenteria avuto durante l'esperienza militare, Renoir uscì praticamente illeso dal conflitto: ciò malgrado, questo per lui fu un periodo assolutamente funesto. Dal conflitto, infatti, scaturirono una situazione caotica e di disordine che, culminata con la drammatica esperienza della Comune di Parigi, certamente non contribuì ad agevolare i giovani artisti a trovare la loro strada: in effetti, la generazione di Renoir - che, amareggiato, si aprì a una vita disordinata, da bohémienne - non incontrò che ostilità e resistenze da parte della critica d'arte ufficiale. Per di più Renoir fu afflitto anche dal lutto di Bazille che, partito volontario nell'agosto del 1870, perì nella battaglia di Beaune-la-Rolande. Con la tragica morte di Bazille, il carissimo amico con il quale aveva condiviso i primi atelier, i primi entusiasmi e i primi insuccessi, Renoir fu scosso da violenti sussulti di rimpianto e di indignazione e sembrò distaccarsi definitivamente dalla giovinezza.

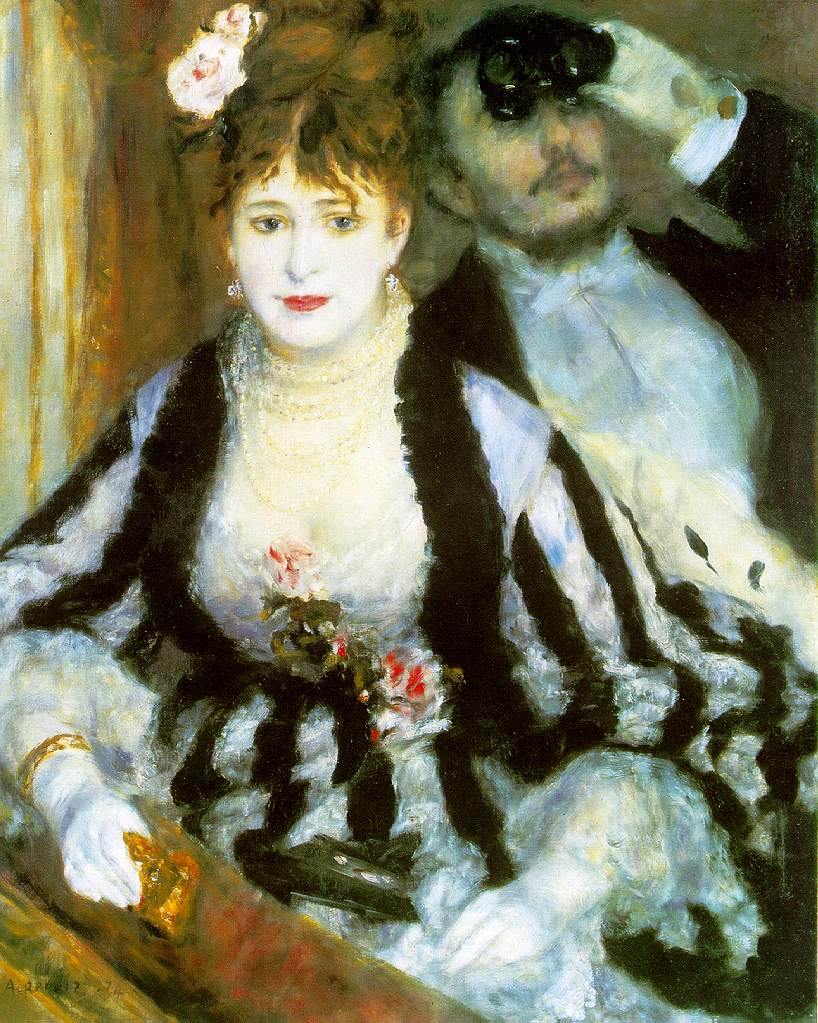
Pierre-Auguste Renoir, Il palco (1874); olio su tela, 80×64, Courtauld Institute Gallery, Londra

Nonostante questo periodo di difficoltà, Renoir seguitò a dipingere - come, d'altronde, aveva sempre fatto - e si accostò irreversibilmente alla poetica impressionista. Con Monet e Manet si ritirò ad Argenteuil, villaggio che lo convertì definitivamente all'en plein air: ne è testimonianza la Vele ad Argenteuil, tela dove la tavolozza si schiarisce e le pennellate sono brevi e corsive, secondo una maniera che si può definire propriamente impressionista. La sua virata impressionista si formalizzò con l'adesione alla «Société anonyme des artistes peintres, sculpteurs, graveurs», società istituita su suggerimento di Pissarro (vi facevano parte anche Monet, Sisley, Degas, Berthe Morisot ed altri) nella prospettiva di radunare denaro per organizzare mostre gestite autonomamente. La prima di queste mostre, allestita il 15 aprile 1874 nei locali del fotografo Nadar al n. 35 di boulevard des Capucines, suscitò in Renoir un grande imbarazzo, in quanto egli si trovò a ricoprire lo scomodo incarico di scegliere il percorso espositivo tra le varie opere. Si trattò di un compito molto arduo siccome, malgrado la comunanza d'intenti, i pittori presenti alla prima mostra del 1874 erano caratterizzati da una spiccata disorganicità: «Basti confrontare le opere di Monet e Degas: il primo è sostanzialmente un paesaggista interessato alla resa degli effetti di luce con pennellate decise e sintetiche, il secondo un seguace del linearismo di Ingres, sensibile alla rappresentazione di interni raffigurati con tagli compositivi che richiamano le fotografie dell'epoca» (Giovanna Rocchi).
Poco tempo prima dell'inaugurazione della mostra Renoir avrebbe ammesso: «Non avevamo che un'idea, esporre, mostrare dappertutto le nostre tele». Nella mostra degli Impressionisti, dunque, egli intravide un'ottima opportunità per rivelarsi al grande pubblico e pertanto espose alcune delle sue opere migliori, come La ballerina, La parigina, Il palco. La mostra, purtroppo, si risolse per la maggiore in un cocente fiasco, ma ciò non fu totalmente vero per Renoir. Se Monet veniva definitivamente stroncato dalla critica, a Renoir veniva riconosciuto un certo ingegno: «Peccato che il pittore [Renoir] che pure ha un certo gusto del colore, non disegni meglio» avrebbe commentato Louis Leroy. Nonostante l'asprezza di alcune critiche, in ogni caso, la mostra fu di fondamentale importanza siccome fu in quell'occasione che la maniera di Renoir e dei suoi compagni fu definita per la prima volta «impressionista», perché trattasi di uno stile che non intende descrivere veristicamente il paesaggio, ma che preferisce cogliere la luminosa fugacità di un attimo, un'impressione che è totalmente diversa e autonoma da quelle immediatamente precedenti e successive. Se la maggioranza dei recensori criticò aspramente questa peculiarità, altri (anche se pochi) ne seppero riconoscere la carica innovativa e la fresca immediatezza con cui erano resi gli effetti luministici. Jules-Antoine Castagnary, molto coraggiosamente, fu prodigo di plausi per questa particolare scelta stilistica:
(Jules-Antoine Castagnary)
Nonostante la critica assunse toni poco distruttivi nei confronti di Renoir, dal punto di vista finanziario la mostra del 1874 fu un totale insuccesso, e non risolse affatto le incertezze economiche del pittore. Ciò, tuttavia, non bastò a frenare gli entusiasmi del gruppo, e perciò Renoir - più infervorato che mai - seguitò a dipingere con i suoi amici, animato da uno spirito di goliardico coinvolgimento. Anche Manet, che mai volle associarsi con il gruppo degli Impressionisti, apprezzò moltissimo gli esperimenti audaci di Renoir e, vedendolo una volta dipingere con la coda dell'occhio, bisbigliò a Monet la seguente frase, scimmiottando la critica d'arte del tempo: «Non ha nessun talento, quel ragazzo! Lei che è suo amico, gli dica di rinunciare alla pittura!». Lo spettro del dissesto economico, tuttavia, era sempre dietro l'angolo, e per questo motivo nel 1875 Renoir organizzò con la pittrice Berthe Morisot un'asta pubblica all'Hôtel Drouot, con il mercante Paul Durand-Ruel in veste di esperto d'arte. L'iniziativa, tuttavia, ebbe esiti fallimentari, se non disastrosi: molte opere furono svendute, se non ricomprate, e il risentimento del pubblico raggiunse picchi così elevati che Renoir si ritrovò costretto a chiedere l'intervento della polizia, per evitare che le controversie degenerassino in risse.
Alla mostra, tuttavia, presenziava anche Victor Chocquet, un modesto funzionario della dogana appassionato di Delacroix, che subito ammirò la pittura di Renoir, al quale fu legato da un affettuoso rispetto e da un sincero entusiasmo. Oltre a sostenere economicamente gli Impressionisti e a difenderli dai colpi bassi della critica, Chocquet arrivò a possedere ben undici quadri di Renoir, il più significativo dei quali è senz'ombra di dubbio il Ritratto di Madame Chocquet. Con la ritrattistica ufficiale Renoir accumulò una notevole fortuna, che destinò all'acquisto di una casa-studio a Montmartre, e consacrò la propria affermazione professionale, tanto che intorno a lui iniziò a formarsi una ristretta ma rispettabilissima cerchia di amatori e collezionisti. Anche Durand-Ruel intensificò i suoi rapporti con Renoir, puntando con fiuto e coraggio sulla sua œuvre, e l'editore Charpentier, incantato dai suoi dipinti, lo introdusse nel salotto della moglie, frequentato assiduamente dalla migliore élite letteraria e intellettuale della città (Flaubert, Daudet, Guy de Maupassant, Jules e Edmond de Goncourt, Turgenev e Victor Hugo vi erano praticamente di casa). Nonostante il successo riscontrato come ritrattista del mondo parigino e della guerra, Renoir non abbandonò completamente la pratica dell'en plein air, con la quale realizzò nel 1876 il Bal au moulin de la Galette, uno dei dipinti al quale il suo nome è rimasto indissolubilmente legato. Il Bal au moulin de la Galette fu presentato al pubblico parigino in occasione della terza mostra impressionista del 1877, l'ultima che vide riunirsi i vecchi amici del tempo (Cézanne, Renoir, Sisley, Pissarro, Monet, Degas): dopo questo fatidico anno, infatti, il gruppo divenne progressivamente meno coeso, per poi sfaldarsi definitivamente.

### Il Bel Paese

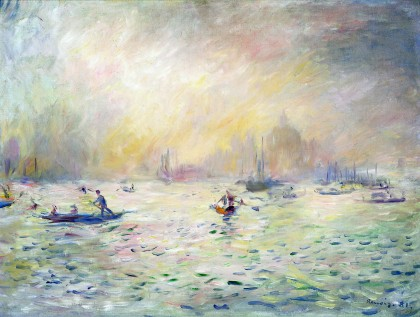
Pierre-Auguste Renoir
Venise—brouillard (1881)

Alla fine degli anni 1870 Renoir in effetti è mosso da una profonda inquietudine creativa, esasperata dai vari dissapori sorti con gli amici, che lo accusavano di prostituire la sua arte per sete di celebrità: ne parleremo più approfonditamente nel paragrafo Stile. Renoir, d'altro canto, sentì profonda anche l'esigenza di viaggiare e cambiare aria: d'altronde, correva l'anno 1879 e nei suoi trentotto anni di vita non aveva visitato che Parigi e la valle della Senna. Per questo motivo, favorito anche dalla sua ormai florida situazione economica, nel 1880 decise di recarsi ad Algeri, sulle orme dell'amato Delacroix, che pure si recò in Nord Africa nel 1832. Tornato in Francia fu invitato anche in Inghilterra dall'amico Duret, anche se fu costretto a declinare, perché in quel periodo stava «lottando con alberi in fiore, con donne e bambini, e non voglio vedere altro». Il motivo di questa «lotta» va ricercato in Aline Charigot, donna che il maestro ritrasse nella sua celebre Colazione dei canottieri: Renoir, spinto anche dall'esigenza di stabilirsi definitivamente, l'avrebbe poi sposata nel 1890.
Ancora più proficuo fu il viaggio che effettuò in Italia nel 1882. Se l'etimologia latina del termine «vacanza» (vacare) suggerisce un «vuoto» dilettevole in cui i ritmi rallentano, il concetto di vacanza per Renoir al contrario consistette nel dipingere tutto il tempo e, contestualmente, interrogare i musei d'arte che incontrava lungo il cammino. L'Italia, d'altronde, era una meta molto ambita dal pittore, che sino ad allora aveva potuto conoscerla solo con le opere rinascimentali esposte al Louvre e attraverso le infuocate descrizioni degli amici che l'avevano visitata. Egli, infatti, quando era studente non concorse per il Prix de Rome, borsa di studio che garantiva ai vincitori un viaggio di formazione nel Bel Paese, in modo da coronare degnamente gli anni di studio in Francia, e a causa dell'insufficiente sostegno economico non pensò neanche di recarsi in Italia con i propri mezzi, come fecero ad esempio Manet e Degas. Il «viaggio della maturità» in Italia e il contatto con gli immensi depositi culturali rinascimentali, in ogni caso, fu foriero di importanti innovazioni e «cesure» (termine sovente usato dal pittore) nell'arte di Renoir, il quale una volta divenuto anziano avrebbe confessato: «Il 1882 fu una grande data nella mia evoluzione». «Il problema dell'Italia è che è troppo bella» avrebbe aggiunto «gli Italiani non hanno alcun merito nell'aver creato grandi opere in pittura. Gli bastava guardarsi intorno. Le strade italiane sono gremite di dei pagani e personaggi biblici. Ogni donna che allatta un bambino è una Madonna di Raffaello!». La straordinarietà del soggiorno nel Bel Paese è condensata in una bella frase che Renoir rivolse a un amico, cui confidò: «Si torna sempre ai primi amori, ma con una nota in più».
Il tour italiano ebbe inizio a Venezia: Renoir fu letteralmente stregato non solo dall'arte di Carpaccio e di Tiepolo (Tiziano e Veronese non erano una novità siccome li aveva già ammirati de visu al Louvre), ma anche dal fascino della Laguna e dalle sue peculiarità, e subito si preoccupò di cogliere l'identità atmosferica tra aria, acqua e luce che caratterizzava quei luoghi, descritti nei suoi dipinti con grande zelo indagatorio. Dopo aver fatto affrettatamente sosta a Padova e Firenze giunse infine a Roma, dove fu colpito dalla suadente violenza della luce mediterranea. Fu nell'Urbe, inoltre, che esplose in lui l'ammirazione per l'arte degli antichi maestri, soprattutto Raffaello Sanzio: dell'Urbinate, infatti, Renoir aveva ammirato gli affreschi alla villa Farnesina, «mirabili per semplicità e grandezza». L'ultima tappa importante del suo tour italiano fu il golfo di Napoli, dove ammirò gli incanti cromatici dell'isola di Capri e scoprì le pitture murali di Pompei, esposte con orgoglio nel museo archeologico della città partenopea. Si spinse infine anche a Palermo, dove incontrò il grande musicista tedesco Richard Wagner e lo omaggiò con un ritratto. Il viaggio italiano ebbe risvolti straordinari nella sua maturazione pittorica, culminati nella realizzazione de Le grandi bagnanti: di questa evoluzione stilistica, come di consueto, parleremo dettagliatamente nel paragrafo Stile.

### Ultimi anni

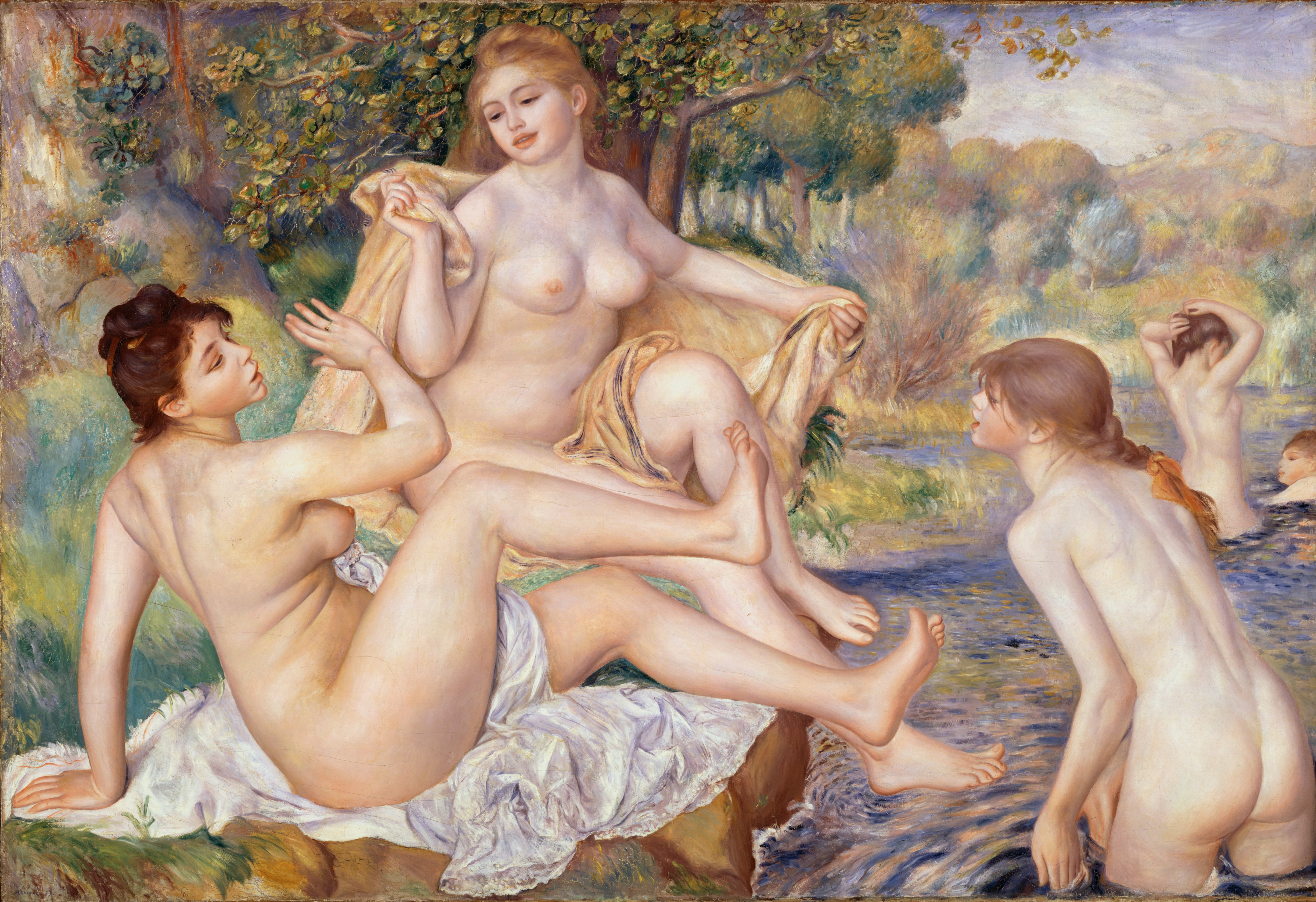
Pierre-Auguste Renoir
Le grandi bagnanti (1884-87)
Philadelphia Museum of Art

Agli scorci del Novecento Renoir era ormai ufficialmente riconosciuto come uno degli artisti più illustri e poliedrici d'Europa. La sua fama, d'altronde, si era definitivamente consolidata con la grande retrospettiva organizzata nel 1892 da Durand-Ruel (vi erano esposti centoventotto lavori, fra cui il Bal au moulin de la Galette e La colazione dei canottieri) e con lo sfolgorante successo riscosso in occasione del Salon d'Automne del 1904: anche lo Stato Francese, sino ad allora diffidente nei suoi confronti, acquistava sue opere, e nel 1905 egli venne persino insignito della Legione d'onore. Assai flebili erano invece i rapporti con il gruppo degli Impressionisti, il quale era ormai disgregato: dei vari artisti della vecchia guardia, infatti, seguitavano a dipingere solo Claude Monet, ormai ritiratosi stanco e malato nella sua villa di Giverny, e Edgar Degas, quasi cieco ma comunque attivissimo.

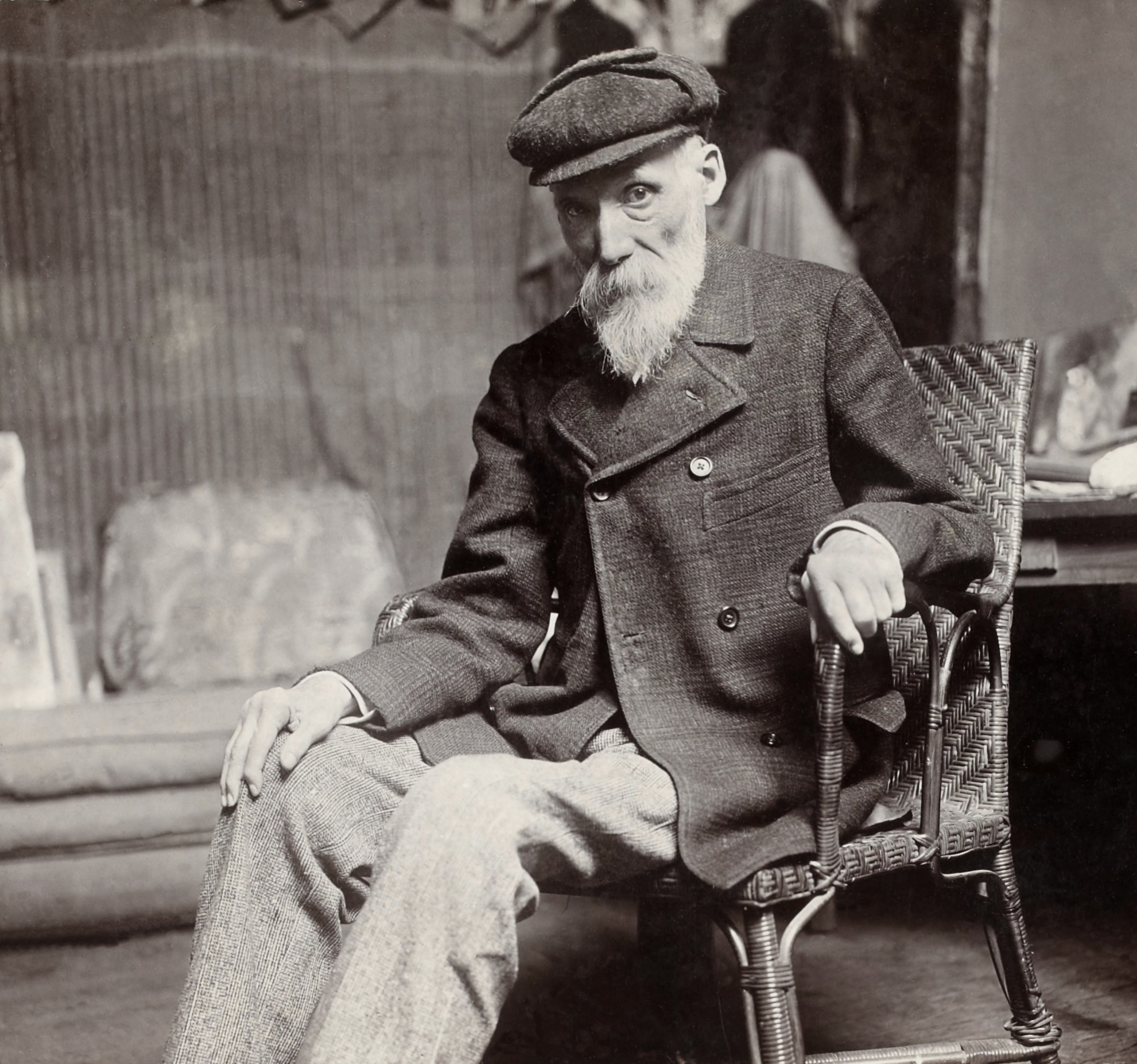
Renoir intorno al 1910

Anche Renoir iniziò a essere minacciato da gravi problemi di salute, e intorno ai cinquant'anni si manifestarono i primi sintomi di quella devastante artrite reumatoide che lo avrebbe tormentato sino alla morte, causandogli la paralisi completa degli arti inferiori e la semiparalisi di quelli superiori. Fu una malattia decisamente aggressiva, come osservato da Annamaria Marchionne:
(Annamaria Marchionne)
Nonostante l'inaudita ferocia del morbo, Renoir continuò imperterrito a dipingere e fu disposto persino a legarsi i pennelli alla mano più ferma, così da ritornare ai sospirati esordi e a «mettere il colore sulla tela per divertirsi». Proprio a causa della progressiva infermità, nei primi anni del Novecento si trasferì su consiglio dei medici a Cagnes-sur-Mer, in Costa Azzurra, dove nel 1908 acquistò la tenuta delle Collettes, nascosta tra le fronde degli uliveti e degli aranci e abbarbicata su un colle in vista del vecchio borgo e del mare. Nonostante gemesse continuamente dal dolore, Renoir trasse giovamento dal clima mite della regione mediterranea e dagli agi della vita borghese di provincia, continuò a esercitare incessantemente la tecnica pittorica e combatté con tutte le sue forze gli ostacoli posti dall'artrite deformante. Le sue energie creative si esaurirono inesorabilmente, anche a causa della morte dell'amata moglie Aline, nel 1915: egli, tuttavia, poteva ancora dissertare brillantemente di arte, e attirò intorno a sé un gruppo di giovani ardenti (primi fra tutti Henri Matisse), attraverso i quali esercitò un influsso potente; meno fruttuoso fu l'incontro, nel 1919, con Modigliani che, contestando la pittura di Renoir e quindi le forme pittoriche di alcune modelle ritratte dal maestro («Non mi piacciono quelle natiche!»), se ne andò sbattendo la porta dello studio. Renoir morì, infine, il 3 dicembre 1919 nella sua villa a Cagnes.
Secondo il figlio Jean, le sue ultime parole celebri, pronunciate la sera prima di morire mentre gli venivano tolti i pennelli dalle dita rattrappite, furono: "Credo di incominciare a capire qualcosa". È sepolto con tutta la famiglia nel cimitero di Essoyes in Borgogna.

## Stile

### Renoir: professione pittore
Renoir è stato uno degli interpreti più convinti e spontanei del movimento impressionista. Artista prodigiosamente prolifico, con all'attivo ben cinquemila tele e un numero altrettanto cospicuo di disegni e acquerelli, Renoir si è distinto anche per la sua poliedricità, tanto che possiamo distinguere numerosi periodi nella sua produzione pittorica. È lo stesso Renoir, in ogni caso, a parlare del suo metodo di fare arte:
(Pierre-Auguste Renoir)
Come emerge da questa citazione Renoir si rapportava alla pittura in maniera assolutamente anti-intellettualistica e, nonostante fosse anch'egli insofferente ai convenzionalismi accademici, non contribuì mai alla causa dell'Impressionismo con riflessioni teoriche o con dichiarazioni astratte. Egli, infatti, ripudia ogni forma di intellettualismo e confessa una vivida fiducia nella concreta esperienza del fare pittorico, che si oggettiva nell'unico mezzo espressivo di pennelli e tavolozza: «lavorare da buon operaio», «operaio della pittura», «fare della buona pittura» sono in effetti frasi che ricorrono spesso nel suo epistolario. Questa decisa istanza di concretezza viene ribadita dallo stesso Renoir nella sua prefazione all'edizione francese del Libro d'arte di Cennino Cennini (1911), dove oltre a fornire consigli e suggerimenti pratici per gli aspiranti pittori afferma che «potrebbe sembrare che siamo molto lontani da Cennino Cennini e dalla pittura, eppure non è così, poiché la pittura è un mestiere come la falegnameria e la lavorazione del ferro, e sottostà alle medesime regole». Il critico Octave Mirbeau, addirittura, addita le cause della grandezza di Renoir proprio in questa peculiare concezione della pittura:
(Octave Mirbeau)

### Influenze

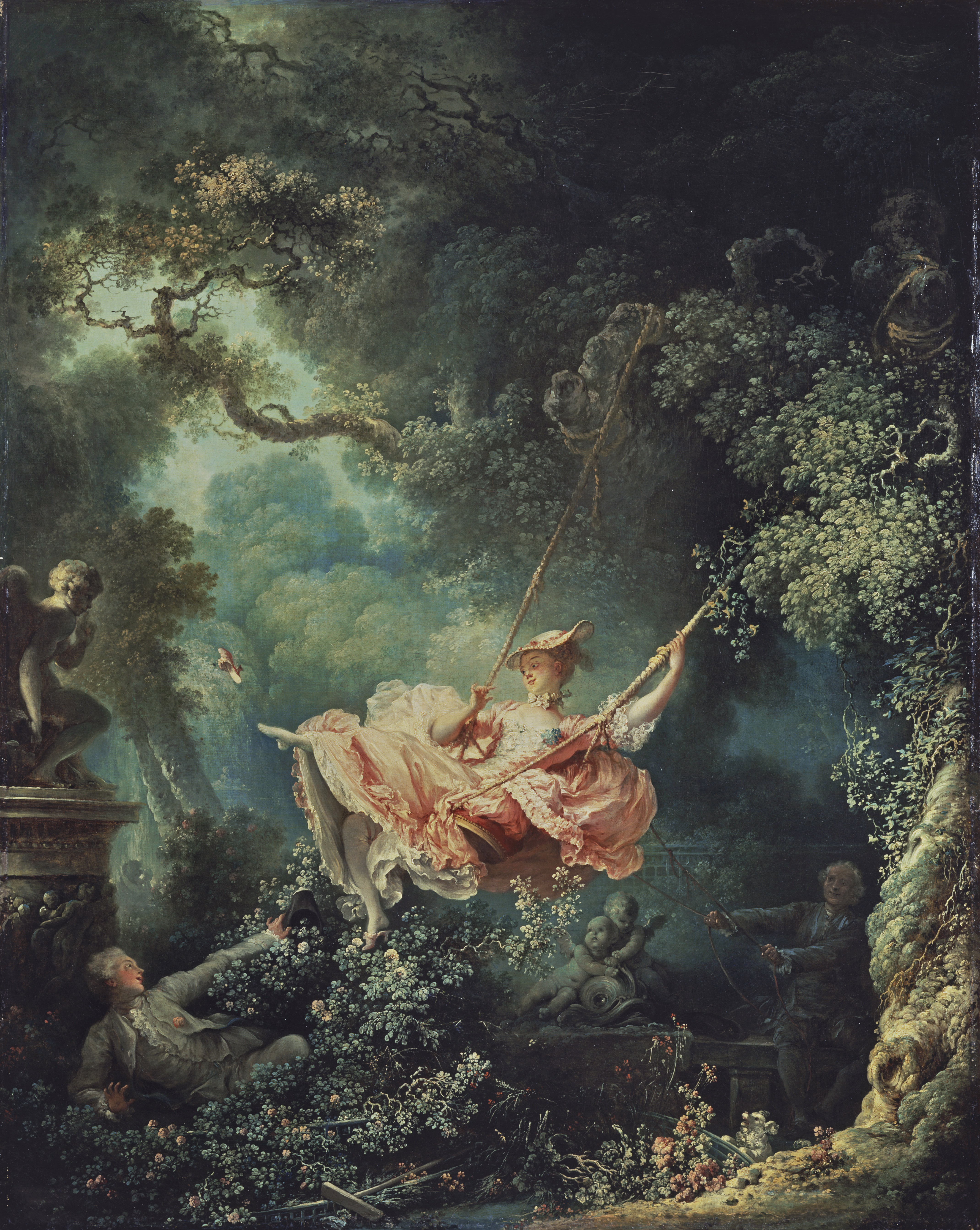
Honoré Fragonard, L'altalena (1767). Renoir, memore del quadro di Fragonard, si confrontò con il tema dell'altalena in un dipinto denominato per l'appunto L'altalena.

In ragione delle motivazioni anzidette Renoir non fu mai animato dall'accanito idealismo di un Monet o di un Cézanne e, anzi, ricorse spesso all'esempio degli antichi maestri. Rispetto ai suoi colleghi Renoir si sentiva «erede di una forza viva accumulata nel corso delle generazioni» (Benedetti) e per questo motivo fu più disposto a prendere ispirazione dall'eredità del passato. Anche nella maturità, infatti, non cessò mai di considerare il museo come il luogo congeniale alla formazione di un artista, ravvisandone la capacità di insegnare «quel gusto della pittura che la sola natura non ci può dare».
L'opera di Renoir si pone come punto di incontro (o di scontro) tra esperienze artistiche molto eterogenee. Di Rubens lo attraeva molto la vigoria e la corposità della pennellata e la magistrale resa degli incarnati, altamente espressivi, mentre dei pittori rococò francesi - Fragonard e Boucher primi fra tutti - apprezzava molto la delicatezza e la fragranza della materia cromatica. Un ruolo di decisiva importanza nella riflessione artistica di Renoir è giocato anche dai pittori di Barbizon, dai quali mutuò il gusto per il plein air e l'abitudine a valutare le corrispondenze tra i paesaggi e gli stati d'animo. Importante fu pure l'influenza di Jean-Auguste-Dominique Ingres, autentica «bestia nera» per i colleghi, che vi intravedevano un simbolo della sterilità delle pratiche accademiche: Renoir, al contrario, fu molto affascinato dal suo stile, nel quale credeva di percepire il palpito della vita, e vi traeva un piacere quasi carnale («Di nascosto mi godevo il bel ventre della Sorgente e il collo e le braccia di Madame Rivière»). Di Raffaello Sanzio, influenza importantissima soprattutto nella tarda maturità, parleremo nel paragrafo Lo stile aigre.
Nell'universo artistico di Renoir, poi, un caratteristico posto di rilievo spetta a Gustave Courbet. Uomo animato da una forte determinazione e da un carisma combattivo, Courbet non solo tematizzò ciò che fino a quel momento era considerato indegno di rappresentazione pittorica, bensì riuscì anche a trasferire sulla tela brani di materia. La sua è una pittura greve, pesante, di una forza tutta terrestre: le tele del maestro di Ornans, infatti, sono dotate di una propria, potente fisicità, e si sostanziano di una materia pittorica molto cruda in cui i colori sono ricchi di spessore e vengono spesso applicati a colpi di spatola, proprio per ottenere effetti di «concretezza» sulla tela. Questo vigore espressivo suggerì a Renoir una libertà sconosciuta nella trattazione della materia pittorica, la quale emergerà chiaramente anche quando la ricerca artistica del pittore si orienterà verso nuove metodologie.
Le sue opere hanno influenzato artisti giapponesi del movimento shin hanga quali Kobayakawa Kiyoshi e Ito Shinsui. In Kurokami (1931) di Kiyoshi, soprattutto l’atmosfera e la posa modesta della donna, ritratta mentre che si pettina i capelli, risultano in una stampa non apertamente erotica, che richiama l’influenza dell’opera di Renoir e di Degas. In Shoka no yoku (1922) di Shinsui vediamo nella pienezza e morbidezza della figura l’influenza dell’opera di Renoir e di Degas.

### Il pittore dellajoie de vivre
(Pierre-Auguste Renoir. Albert ANDRE, Renoir, 1ère édition 1919. p. 38)
L'opera di Renoir è improntata alla più autentica joie de vivre. Nella sua vita, infatti, Renoir fu animato da un genuino entusiasmo nei confronti della vita, e mai cessò di stupirsi davanti alle infinite meraviglie del creato, gustandone fino in fondo la bellezza e sentendo lo spasmodico desiderio di trasferire sulla tela, con una dolce e intensa partecipazione emotiva, il ricordo di ogni percezione visiva lo avesse colpito. Il critico Piero Adorno, per sottolineare come Renoir si rapportasse a ogni aspetto della vita, sia esso grande o piccolo, ha proposto il seguente sillogismo: «tutto ciò che esiste vive, tutto ciò che vive è bello, tutto ciò che è bello merita di essere dipinto» (per cui, tutto ciò che esiste è degno di rappresentazione pittorica).

Pierre-Auguste Renoir
Bal au moulin de la Galette (1876)
Museo d'Orsay, Parigi

Tutte le sue pitture, dai primi lavori nello studio di Gleyre alle ultime opere di Cagnes, colgono in effetti gli aspetti più dolci ed effimeri della vita, rendendoli con pennellate fluide e vibranti e con una tessitura cromatica e luministica rasserenante e gioiosa. «Mi piacciono quei quadri che mi fanno venir voglia di entrarci dentro per fare un giro»: con queste parole il pittore invita esplicitamente gli osservatori dei suoi dipinti a interagire con essi con un divertimento affine a quella che egli stesso aveva sperimentato dipingendoli. Quello del «divertimento» è uno dei concetti chiave della poetica di Renoir: egli, infatti, adorava «mettere i colori sulla tela per divertirsi», al punto che probabilmente nessun altro pittore aveva mai sentito un'urgenza così irrinunciabile di dipingere per esprimere i suoi sentimenti («il pennello [...] è una sorta di prolungamento organico, una partecipe appendice delle sue facoltà sensitive», osserva Maria Teresa Benedetti). Esemplare la risposta che diede con giovanile sincerità al maestro Gleyre, il quale concepiva la pittura come un rigoroso esercizio formale, da compiere con serietà e responsabilità e non certo lasciandosi andare a cifre di disinvoltura. Allo stupito maestro, che lo strapazzò ricordandogli i pericoli che comporta il «dipingere per divertimento», egli avrebbe infatti ribattuto: «Se non mi divertisse la prego di credere che non dipingerei affatto».
Ricapitolando, anche dai suoi dipinti traspare questa sua allegria straripante e questa sua accoglienza verso il mondo percepito come pura espressione della gioia di vivere. Ciò avviene anche grazie a una consistente serie di importanti accorgimenti stilistici: soprattutto prima della svolta aigre, i suoi dipinti sono leggeri e vaporosi, intrisi di una luce viva e pulsante, e si fanno travolgere dai colori con gioiosa vivacità. Renoir frammenta poi la luce in piccole chiazzette di colore, ciascuna delle quali è depositata sulla tela con una grandissima delicatezza di tocco, a tal punto che l'intera opera sembra vibrare agli occhi dello spettatore, e divenire qualcosa di limpido e tangibile, anche grazie ai sapienti accordi tra colori complementari (distribuiti secondo una tecnica propriamente impressionista).
Quest'effervescenza creativa si rivolge a numerosi generi pittorici. La sua opera fa innanzitutto riferimento all'«eroismo della vita moderna» che Charles Baudelaire aveva individuato come il tema di un'arte che si possa dire autentica: per questo motivo, Renoir - così come i suoi colleghi - capiscono che per raggiungere risultati egregi nella «pittura di storia» non bisogna rifugiarsi ipocritamente nella storia dei secoli passati, bensì confrontarsi con l'epoca a loro contemporanea in maniera spontaneità, fresca ma vigorosa, sull'esempio del più anziano Édouard Manet. Riportiamo di seguito il commento di Maria Teresa Benedetti, significativo anche per una comprensione più agevole del rapporto tra Renoir e la joie de vivre:
(Maria Teresa Benedetti)

### Lo stileaigre
Un drastico mutamento stilistico si ebbe in seguito al viaggio in Italia del 1881. Sentendosi oppresso dalla scelta impressionista, infatti, Renoir in quell'anno decise di recarsi nel Bel Paese per studiare con attenzione l'arte dei maestri del Rinascimento, sulle tracce di un topos pittorico mutuato dal venerato Ingres. Il soggiorno italiano, in effetti, oltre ad ampliare ulteriormente i suoi orizzonti figurativi comportò conseguenze importanti sul suo modo di fare pittura. A colpirlo furono le pitture murali di Pompei e, soprattutto, gli affreschi «mirabili per semplicità e grandezza» della Farnesina di Raffaello, nei quali scoprì quella perfezione estetica che con l'esperienza impressionista non era stato in grado di raggiungere. Con malinconico entusiasmo avrebbe confessato all'amica Marguerite Charpentier:
(Pierre-Auguste Renoir)
Se l'arte raffaellesca affascinò Renoir per la sua quieta grandezza, per la luce diffusa e per i volumi plasticamente definiti, dalle pitture pompeiane egli derivò un gusto per quelle scene che miscelano sapientemente la dimensione ideale con quella reale, come avviene negli affreschi raffiguranti imprese araldiche, mitologiche, amorose e dionisiache e architetture illusionistiche che abbellivano le domus della città vesuviana. Lo dice egli stesso:
(Pierre-Auguste Renoir)
Alla vista dei modelli rinascimentali Renoir sperimentò forte disagio spirituale, si vide spogliare dalle proprie certezze, ancora peggio, si scopri artisticamente ignorante. In seguito alla ricezione degli affreschi di Raffaello e delle pitture pompeiane era infatti convinto di non aver mai posseduto realmente la tecnica pittorica e grafica, e di aver ormai esaurito le risorse offerte dalla tecnica impressionista, specialmente in merito all'incidenza della luce sulla natura: «Ero arrivato al punto estremo dell'impressionismo e dovevo constatare che non sapevo più né dipingere né disegnare», avrebbe tristemente constatato nel 1883.
Per risolvere quest'impasse Renoir si distaccò dall'Impressionismo e inaugurò la sua fase «aigre» o «ingresque». Conciliando il modello raffaellesco con quello ingresiano, conosciuto e amato sin dagli esordi, Renoir decide di superare quella vibrante instabilità della percezione visiva di matrice impressionista e di approdare a una pittura più solida e incisiva. Per sottolineare la costruttività delle forme, in particolare, egli recuperò un disegno nitido e preciso, un «gusto attento ai volumi, alla solidità dei contorni, alla monumentalità delle immagini, a una progressiva castigatezza del colore» (StileArte), nel segno di una sintesi meno episodica e più sistematica della materia pittorica. Egli, inoltre, abbandona il plein air e ritorna a elaborare le proprie creazioni negli atelier, stavolta tuttavia coadiuvato da un ricco bagaglio figurativo. Per il medesimo processo nella sua opera i paesaggi si vedono sempre più sporadicamente e si sviluppa un gusto per le figure umane, soprattutto nudi femminili. Si trattò questo di una vera e propria costante iconografica nella sua oeuvre - presente sia negli esordi che durante le sperimentazioni impressioniste - ma che durante la fase aigre si afferma con maggiore vigore, nel segno di un primato assoluto della figura, resa con pennellate vivide e delicate, in grado di catturare con precisione l'umore gioioso del soggetto e l'opulenza del suo incarnato.

## L'uomoRenoir

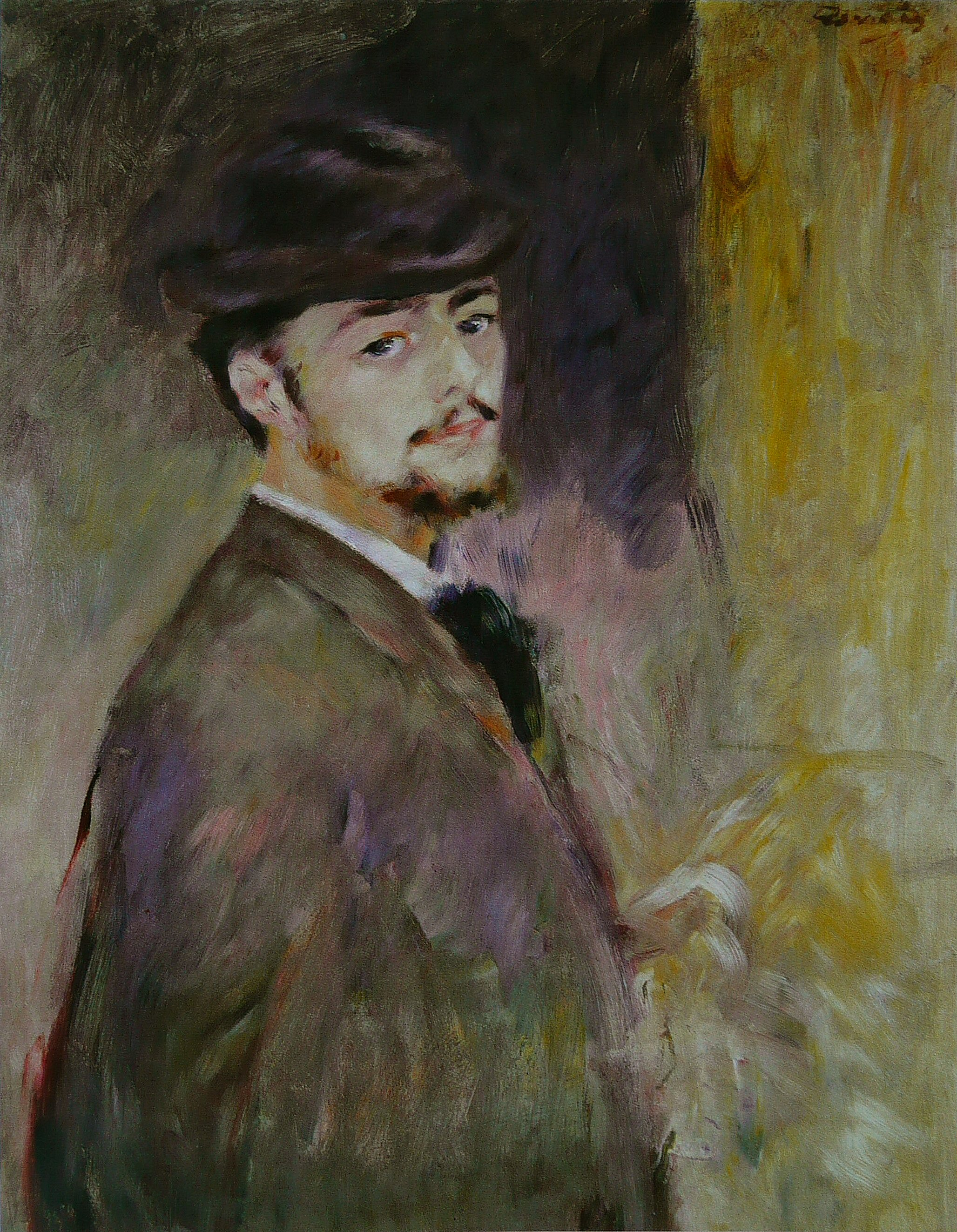
Pierre-Auguste Renoir
Autoritratto (1876)
Fogg Art Museum, Cambridge, Massachusetts

Il figlio Jean Renoir, infine, offre un ritratto fisiognomico e caratteriale assai dettagliato del padre, delineandone anche le abitudini vestiarie e lo sguardo indice del suo carattere al contempo tenero ed ironico:
Dal momento che sto parlando del fisico di Renoir, permettetemi di completarlo rapidamente. Prima che restasse paralizzato era alto circa un metro e sessantasei. Alla fine, ammettendo che lo si fosse potuto raddrizzare per misurarlo, doveva essere senz’altro un po’ più basso, dato che la colonna vertebrale gli si era lievemente accorciata. I capelli, un tempo di un castano chiaro, erano bianchi, piuttosto abbondanti sulla nuca, mentre la sommità del cranio era ormai del tutto calva; ma non lo si vedeva perché aveva preso l’abitudine di tener sempre il cappello in testa, anche in casa. Aveva un naso aquilino ed energico. La sua barba bianca era bellissima e accuratamente tagliata a punta da uno di noi; una strana piega dovuta al fatto che gli piaceva dormire con le coperte tirate molto in su sotto il mento, la inclinava verso sinistra.
Il suo abbigliamento si componeva abitualmente di una giacca dal collo chiuso e di pantaloni lunghi che gli ballavano intorno alle gambe: i due capi erano di stoffa grigia a righe. La cravatta lavallière, azzurra a pois bianchi, era annodata con cura intorno al collo della camicia di flanella. Mia madre comprava le cravatte in un negozio inglese, perché i francesi hanno lasciato che a poco a poco l’azzurro si tramutasse in ardesia, “un colore triste, e il bello è che nessuno se ne accorge perché la gente non ha occhi. Il negoziante dice: ‘È azzurro’, e loro ci credono”. La sera, salvo in piena estate, gli si aggiungeva sulle spalle una piccola mantella. Calzava pantofole di feltro larghe e alte, grigie a quadri oppure color marrone, con chiusura metallica. Quando era fuori, si riparava dal sole con un leggero cappello di tela bianca; in casa portava di preferenza un berretto di tela con i lati ripiegabili, di quel tipo antiquato che i cataloghi dei negozi di novità presentavano agli inizi del secolo col nome di “berretto da automobilista”. Non aveva certo l’aspetto di un uomo del nostro tempo; faceva pensare a un monaco del Rinascimento italiano»
(Jean Renoir.)

## Itinerario critico
L'opera di Renoir subì alti e bassi nella stima dei critici durante il primo trentennio di attività. Nonostante i timidi apprezzamenti di Bürger e Astruc, che per primi ne notarono le qualità, la produzione pittorica di Renoir dovette fronteggiare l'aperta ostilità della critica e del pubblico francese, che dava poco credito alle nuove ricerche impressioniste e continuava a preferire la maniera accademica. Émile Zola ne parla nel suo romanzo L'opera, dove riporta che «il riso che si udiva [alla mostra del 1874] non era più quello soffocato dai fazzoletti delle signore e la pancia degli uomini si dilatava quando davano sfogo alla loro ilarità. Era il riso contagioso di una folla venuta per divertirsi, che progressivamente si andava eccitando, scoppiava a ridere per un nonnulla, spinta dall'ilarità tanto dalle cose belle che da quelle esecrabili».
Nonostante ciò, Renoir poté godere dell'appoggio di un cospicuo novero di sostenitori, primi fra tutti lo stesso Zola e Jules-Antoine Castagnary. Apprezzamenti ancora più consistenti giunsero da Georges Rivière e da Edmond Renoir nel 1877 e nel 1879. Li riportiamo di seguito:
Georges Riviere, L'Impressioniste, 1877

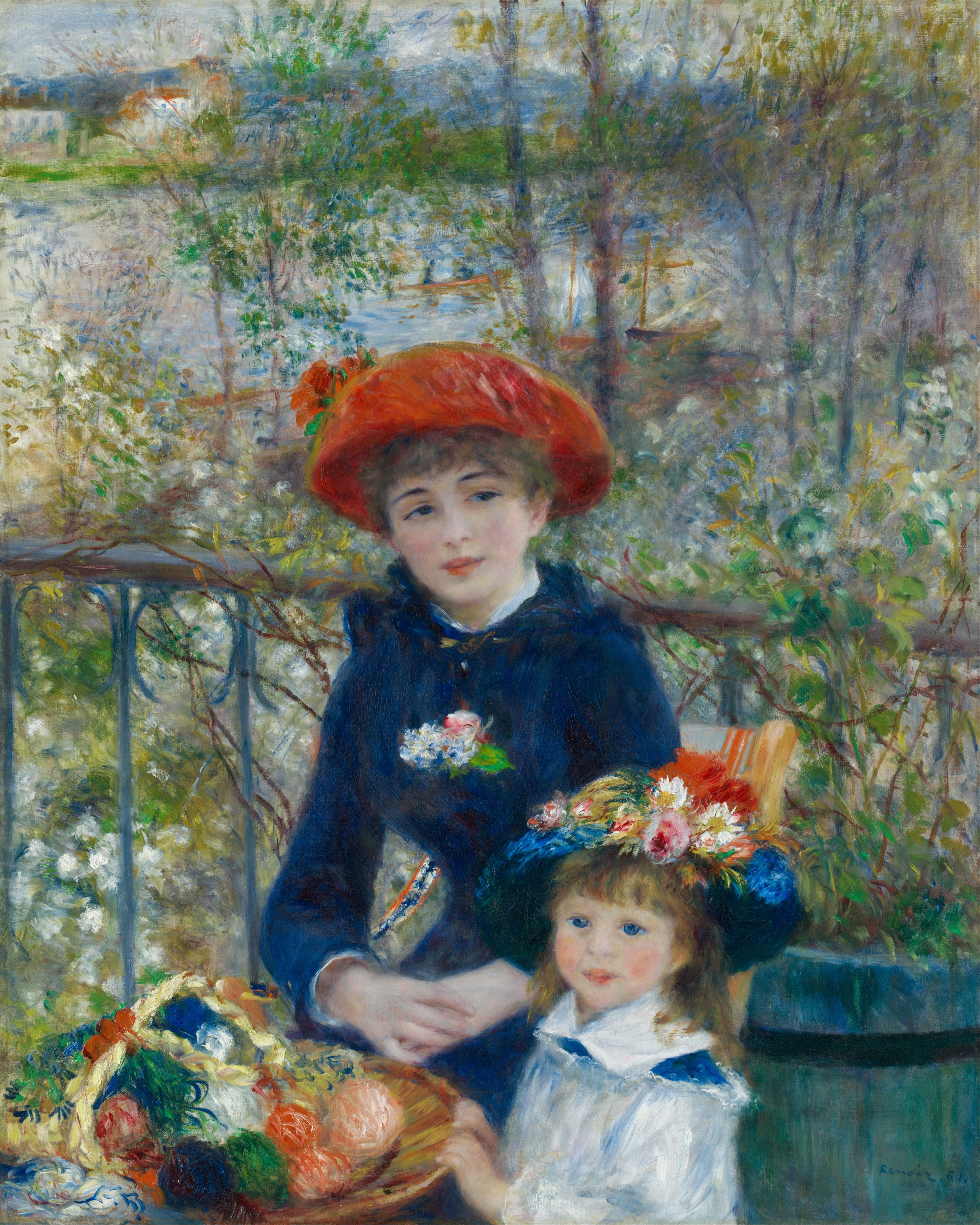
Pierre-Auguste Renoir, Sulla terrazza (1881); olio su tela, 100×80 cm, The Art Institute, Chicago

«[…] Renoir ha il diritto di essere fiero del suo Ballo [Bal au Moulin de la Galette]: mai è stato meglio ispirato. È una pagina di storia, un monumento prezioso della vita parigina, di una esattezza rigorosa. Nessuno prima di lui aveva pensato di notare qualche fatto di vita quotidiana in una tela di così grandi dimensioni; è un’audacia che il successo ricompenserà come conviene. Questo quadro ha per il futuro una portata assai grande, che noi teniamo a segnalare. È un quadro storico. Renoir e i suoi amici hanno compreso che la pittura storica non era l’illustrazione più o meno faceta dei racconti del passato; essi hanno aperto una via che altri seguiranno certamente. Che quelli che vogliono fare della pittura storica facciano la storia della loro epoca, invece di scuotere la polvere dei secoli passati […]. Trattare un soggetto per i toni e non per il soggetto medesimo, ecco ciò che distingue gli impressionisti dagli altri pittori […]. E questa ricerca soprattutto, questo modo nuovo di esporre un soggetto, è la qualità personale di Renoir; invece di cercare il segreto dei maestri, di Velàzquez o di Frans Hals, come fanno gli enfants volontaires del quai Malaquais, egli ha cercato e trovato una nota contemporanea, e il Ballo, il cui colore ha tanto fascino e novità, costituirà certamente il grande successo delle esposizioni di pittura di quest’anno»
Edmond Renoir, La vie moderne, 1879
«[…] Vivendo all’aria aperta, [Renoir] è diventato il pittore del plein air. Le quattro fredde pareti dell’atelier non hanno gravato su di lui, ne l’uniforme tono grigio o bruno dei muri ha oscurato il suo occhio; perciò l’ambiente esterno ha su di lui un enorme influsso; non avendo alcun ricordo delle schiavitù cui troppo spesso si legano gli artisti, si lascia trasportare dal soggetto e soprattutto dall’ambiente in cui si trova. È il carattere peculiare della sua opera; lo si ritrova ovunque e sempre, dalla Lise, dipinta in mezzo alla foresta, fino al Ritratto della signora Charpentier con i figli, dipinto in casa di lei, senza che i mobili siano stati smossi dal posto che occupavano tutti i giorni; senza che nulla sia stato preparato per dare rilievo a una parte o all’altra del quadro. Dipinge il Moulin de la Gaiette? Vi si stabilisce per sei mesi, entra in rapporto con quel piccolo mondo che ha un suo tipico aspetto, e che modelli in posa non potrebbero ripetere; e, immerso nel turbinìo di quella festa popolare, rende il movimento indiavolato con una verve che stordisce. Esegue un ritratto? Pregherà il modello di conservare l’atteggiamento abituale, di sedersi come è solito, di vestirsi come è solito […]. […] Ciò che ha dipinto, lo vediamo tutti i giorni; è la nostra stessa esistenza, registrata in pagine che resteranno sicuramente fra le più vive e armoniose dell’epoca»

Inizialmente l'oeuvre di Renoir fu infatti osteggiata molto dai critici, nonostante una discreta popolarità durante l'intensa stagione ritrattistica. Si può dire, in effetti, che i suoi dipinti alla fine dell'Ottocento si meritarono un atteggiamento ondivago. Diego Martelli nel 1880 parlò di lui nei termini di un «delicatissimo artista», ma dello stesso avviso non erano gli artisti suoi conterranei: le sperimentazioni impressioniste, in effetti, ebbero inizialmente in Italia la portata dirompente tipica delle novità troppo precoci, e non trovò un terreno fertile ove diffondersi agilmente. Questa contraddittorietà si verificava anche oltreoceano, tanto che da una parte il Sun nel 1886 accusava Renoir di essere un allievo degenere di Gleyre, e dall'altra gli amatori americani facevano a gara per acquistarne le opere, preda di un vero e proprio entusiasmo collezionistico.

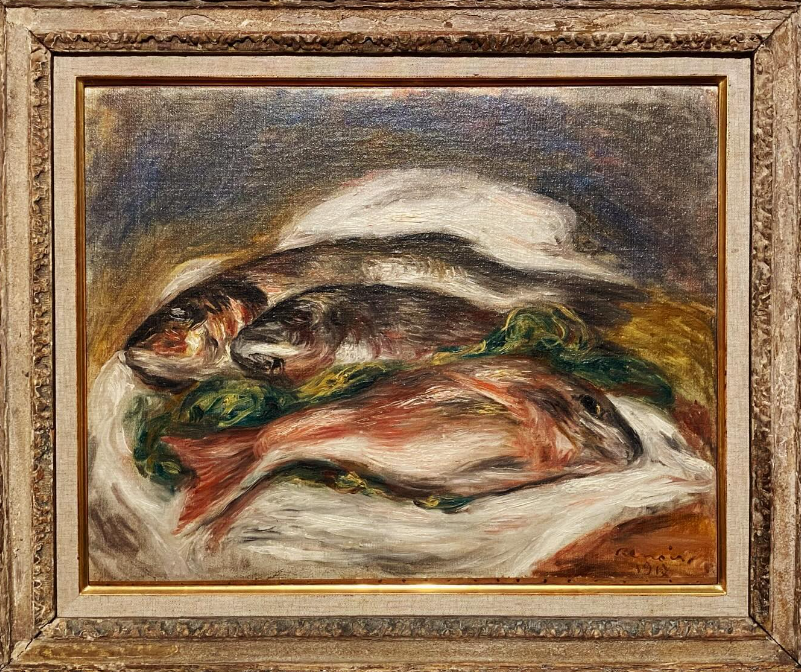
Les Poissons (1914) uno dei rari Renoir conservato in una collezione italiana (Fondazione Magnani-Rocca)

Il culto di Renoir si ravvivò a partire dai primi anni del Novecento. La mostra monografica del 1892 presso la galleria Durand-Ruel e la massiccia partecipazione renoiriana al Salon d'Automne nel 1904 (ben quarantacinque opere) concorsero sensibilmente a ribadire la sua rinomanza. Questo successo fu accompagnato da episodi di profonda adesione alla sua arte: basti pensare a Maurice Gangnat, titolare di una delle maggiori collezioni di opere del pittore, ai fauves e Henri Matisse, per cui le visite a Renoir nella sua dimora di Cagnes assursero a veri e propri pellegrinaggi, o ancora a Maurice Denis, Federico Zandomeneghi, Armando Spadini e Felice Carena (in questo senso, come osservato da Giovanna Rocchi, «la fortuna di Renoir [è] molto più figurativa che scritta»). Neanche la critica d'arte tuttavia poté rimanere indifferente a un simile successo, e nel 1911 venne pubblicato il primo studio sistematico della produzione pittorica di Renoir a opera di Julius Meier-Grafe. Da questo momento innanzi Renoir fu oggetto di una vera e propria riscoperta da parte della critica d'arte: nel 1913, in occasione di un'esposizione presso la galleria Bernheim-Jeune, venne pubblicato il primo, monumentale catalogo dei dipinti renoiriani con la prefazione curata da Mirbeau (che considerò le vicende biografiche ed artistiche di Renoir come «una lezione di felicità»). Dopo questo rinato interesse si superarono le repulsioni iniziali e si moltiplicarono le ricerche sulla tecnica e sugli sviluppi stilistici del pittore, con la pubblicazione di diversi studi pionieristici, fra i quali si segnalano quelli curati da André (1919), Ambroise Vollard (1919), Fosca (1923), Duret (1924), Besson (1929 e 1938), Barnes e de Mazia (1933). Questi contributi, meritevoli soprattutto per la loro precocità, furono prontamente seguiti da alcuni interventi critici di Fosca e Roger-Marx, da un colossale studio di Drucker (1944) e dall'approfondimento di Rewald (1946) sui rapporti tra Renoir ed il contesto culturale francese della fine dell'Ottocento, tradotto in italiano nel 1949 con prefazione del Longhi. Assai significative furono anche le mostre tenutasi presso l'Orangerie di Parigi nel 1933 e presso il Metropolitan Museum of Art di New York nel 1937. Speciale menzione meritano anche gli studi di Delteil (1923) e Rewald (1946), incentrati soprattutto sulla produzione grafica del pittore, e le ricerche condotte Cooper, Rouart, Pach, Perruchot e Daulte in merito alla cronologia delle varie opere.

## Opere
1860-1869
- Ritratto di William Sisley (1864), Museo d'Orsay, Parigi
- Ritratto di Bazille (1867), Museo d'Orsay, Parigi
- Lisa con ombrello (1867), Folkwang Museum, Essen
- I coniugi Sisley (1868), Museo Wallraf-Richartz, Colonia
- Estate (1868), Alte Nationalgalerie, Berlino
- La Grenouillère (1869), Museo nazionale, Stoccolma

1870-1879
- La passeggiata (1870), Getty Museum, Los Angeles
- La bagnante con il cane grifone (1870), Museo d'arte di San Paolo
- Odalisca (1870), Galleria nazionale d'arte, Washington
- Monet che legge (1872), Musée Marmottan Monet, Parigi
- Le Pont-Neuf (1872), National Gallery di Washington
- La Senna ad Argenteuil (1873), Museo d'Orsay, Parigi
- Monet che dipinge nel suo giardino di Argenteuil, (1873), Wadsworth Atheneum, Hartford
- Il palco (1874), Courtauld Gallery di Londra
- Il sentiero nell'erba alta (1874 circa), Museo d'Orsay, Parigi
- La Parigina (donna in blu) (1874), National Museum of Wales, Cardiff
- Ritratto di Charles Le Cœur (1874), Museo d'Orsay, Parigi
- Madame Monet che legge (1874), Calouste Gulbenkian Museum, Lisbona
- Gladioli in un vaso (1874-1875), National Gallery, Londra
- Ritratto di Claude Monet (1875), Museo d'Orsay, Parigi
- In barca sulla Senna (1875), National Gallery, Londra
- Nudo al sole (1875), Museo d'Orsay, Parigi
- Gli innamorati (1875), Galleria Nazionale, Praga
- La liseuse (1875-1876), Museo d'Orsay, Parigi
- La pergola (1876), Museo Puškin, Mosca
- Bal au moulin de la Galette (1876), Museo d'Orsay, Parigi
- Giovane donna che tesse i suoi capelli (1876), National Gallery of Art di Washington
- La balançoire (L'altalena) (1876), Museo d'Orsay, Parigi
- Giovane donna con veletta (1876 circa), Museo d'Orsay, Parigi
- Donna in nero (1876 circa), Museo dell'Ermitage, San Pietroburgo
- Donna nuda seduta (1876 circa), Museo Puškin, Mosca
- Ritratto di Madame Charpentier (1876 – 1877), Museo d'Orsay, Parigi
- Jeanne Samary in abito scollato (La Rêverie) (1877), Museo Puškin, Mosca
- Jeanne Samary in piedi (1878), Museo Puškin, Mosca
- Testa di donna di profilo (1878), Museo d'Orsay, Parigi
- Ritratto di Alphonsine Fournaise (1879), Museo d'Orsay, Parigi
- Colazione in riva al fiume (1879), The Art Institute, Chicago
- Ritratto di Irene Cahen d'Anversa (1879), Collezione Bührle, Zurigo

1880-1889
- Venezia, (1881), Clark Art Institute, Williamstown (Massachusetts)
- Donna con ventaglio (1880), Museo dell'Ermitage, San Pietroburgo
- Le déjeuner des canotiers (Il pranzo dei canottieri) (1880-82), Phillips Collection, Washington
- Ragazze in nero (1881), Museo Puškin, Mosca
- Bagnante bionda (1881), Clark Art Institute, Williamstown (Massachusetts)
- Bambina con cappello profilato (1881), Collezione privata, Parigi
- Sulla terrazza (1881), The Art Institute, Chicago
- Ritratto di Richard Wagner (1882), Museo d'Orsay, Parigi
- Gli ombrelli (1881-86 ca), National Gallery, Londra
- Ballo in campagna (1883), Museo d'Orsay, Parigi
- Ballo in città (1883), Museo d'Orsay, Parigi
- Ballo a Bougival (1883), Museum of Fine Arts, Boston
- Femme nue dans un paysage (1883), Museo d'Orsay, Parigi
- Le bagnanti (1884-1887), Philadelphia Museum of Art, Filadelfia
- L'enfant au fouet (1885), Museo dell'Ermitage, San Pietroburgo
- Battesimo di Gesù sul fiume Giordano (1883), Chiesa matrice di San Nicola, Capistrano (Italia)

1890-1899
- Jeunes filles au piano (1892), Museo d'Orsay, Parigi
- Ritratto di Stéphane Mallarmé (1892), Musée National des Châteaux di Versailles, Parigi
- Portrait de Madame Stephen Pichon (1895), Museo Renoir, Cagnes-sur-Mer
- Nu assis (1895), Museo Renoir, Cagnes-sur-Mer
- Gabrielle e Jean (1895), Museo dell'Orangerie, Parigi
- Mele e pere (1895), Museo dell'Orangerie, Parigi
- Yvonne e Christine Lerolle al piano (1897), Museo dell'Orangerie, Parigi

1900-1909
- Les grandes baigneuses (1901-1902), Museo Renoir, Cagnes-sur-Mer
- Coco lisant (1905), Museo Renoir, Cagnes-sur-Mer
- Paysage de Cagnes (1905-1908), Fondazione Magnani-Rocca
- Le fragole (1908), Musée des Beaux-Arts di Bordeaux
- Ritratto di Ambroise Vollard (1908), Courtauld Gallery, Londra
- Les cariatides (1909), Museo Renoir, Cagnes-sur-Mer
- Nudo di donna visto di schiena (1909), Museo d'Orsay, Parigi
- Il clown (1909), Museo dell'Orangerie, Parigi
- Claude Renoir vestito da pagliaccio (1909), Museo dell'Orangerie, Parigi

1910-1919
- Promenade sous bois (1910), Museo Renoir, Cagnes-sur-Mer
- La toilette (Donna che si pettina) (1910), Museo d'Orsay, Parigi
- Roses dans un vase (1910), Museo d'Orsay, Parigi
- Gabrielle à la rose (1910), Collezione Skira, Ginevra
- Femme nue couchée (1910), Musée de l'Orangerie, Parigi
- Gabrielle con la rosa (1911), Museo d'Orsay, Parigi
- Paysage aux Collettes (1914), Museo Renoir, Cagnes-sur-Mer
- La ferme des Collettes (1915), Museo Renoir, Cagnes-sur-Mer
- Gabrielle con cappello largo (1915-1916), Museo di Grenoble, Grenoble.
- Poissons sur une feuille verte (1914 - 1919), collezione privata Milano.
- Les Poissons (1917), Fondazione Magnani-Rocca.
- Donna appoggiata sul gomito (1917-1919), Museo dell'Orangerie, Parigi
- Ritratto di Adèle Besson (1918), Musée des Beaux-Arts di Besançon
- Le bagnanti (1918-1919), Museo d'Orsay, Parigi
- Madeleine appoggiata sul suo gomito con i fiori nei capelli (1918), trafugato nel Settembre 2011 in Texas.

Non datati
- Portrait de Madame Colonna Romano, Museo Renoir, Cagnes-sur-Mer
- Nature morte aux pommes et aux amandes, Museo Renoir, Cagnes-sur-Mer
- Jeune femme au puits, Museo Renoir, Cagnes-sur-Mer

## Film e documentari
- documentario - Van Renoir tot Picasso di Paul Haesaerts (1948);
- film tv - Renoir, My Father di Alan Cooke (1978);
- cortometraggio - Tarka képzelet - Renoir álmai di Diana Groó (2003);
- documentario - The Impressionists: Renoir di Bob Carruthers, Ronald Davis e Dennis Hedlund (2003);
- film - Renoir (Francia/2012), Regia di Gilles Bourdos con Michel Bouquet, Christa Thoret, Vincent Rottiers, Thomas Doret, Michèle Gleizer